# Teoria ograniczeń
Teoria ograniczeń (ang. Theory of Constraints, TOC) – metoda zarządzania nastawiona na osiąganie długotrwałych zysków poprzez odpowiednie zarządzanie istniejącymi w firmie ograniczeniami, tj. „wąskimi gardłami”, które występują w systemach zarządzania, procesach wytwarzania lub procesach dystrybucji.
TOC wymaga zastosowania w praktyce trzyelementowego systemu programowania produkcji, nazywanego drum-buffer-rope (werbel-bufor-lina), z uwzględnieniem wytwarzania produktów według partii transportowej i partii obróbkowej. Charakterystyka tych elementów jest następująca:
1. Drum – nadaje procesowi odpowiedni rytm produkcji, według przyjętego planu operatywnego, uwzględniającego „wąskie gardła”.
2. Buffer – to zapasy materiałowe umieszczone w procesie przed „wąskimi gardłami”; można wyróżnić trzy rodzaje zapasów związanych z „wąskim gardłem”: związane z wydajnością, związane z wymaganą liczbą dostarczanych elementów, niezwiązane z wydajnością „wąskiego gardła – zlokalizowane po operacjach na stanowisku określonym „wąskim gardłem”.
3. Rope – to zasada dostarczania materiałów lub elementów na stanowisku pracy według „wąskiego gardła”.

Ciągłe doskonalenie procesów wytwarzania przy pomocy metody TOC, wymaga we wdrożeniu wykorzystania następujących zasad:
1. zidentyfikowania ograniczeń występujących w procesie,
2. przyjęcia zasad realizacji procesu z uwzględnieniem występujących ograniczeń,
3. redukcji lub likwidacji występujących ograniczeń,
4. zaostrzenia parametrów na stanowiskach, na których występują „wąskie gardła”.

Podstawowym celem każdej firmy jest zarabiać pieniądze teraz i w przyszłości. 
Firma powinna spełniać oczekiwania klientów, a następnie generować zyski, przy czym obie te sfery są od siebie zależne. Wyjście z procesu jest definiowane jako przychody ze sprzedaży pomniejszone o zmieniające się koszty materiałów i energii. W każdym przedsiębiorstwie można znaleźć ograniczenia lub restrykcje, które limitują osiągane przez nie dochody. Można zatem wyróżnić następujące rodzaje zasobów: zasoby nielimitowane, zasoby limitowane i deficytowe „wąskie gardła”.
Prawie każde przedsiębiorstwo posiada kilka zasobów limitowanych, które są łatwe do zdefiniowania i kontrolowania. Relacje pomiędzy wytwarzanymi wyrobami i niezbędnymi zasobami są skorelowane i mają charakter zdarzeń losowych. System wytwarzania można nazwać ustabilizowanym dynamicznie, jeżeli ilość produkowanego asortymentu zmienia się w zależności od zmiany „wąskich gardeł” oraz posiadanych zasobów.